# セクシャルハラスメント

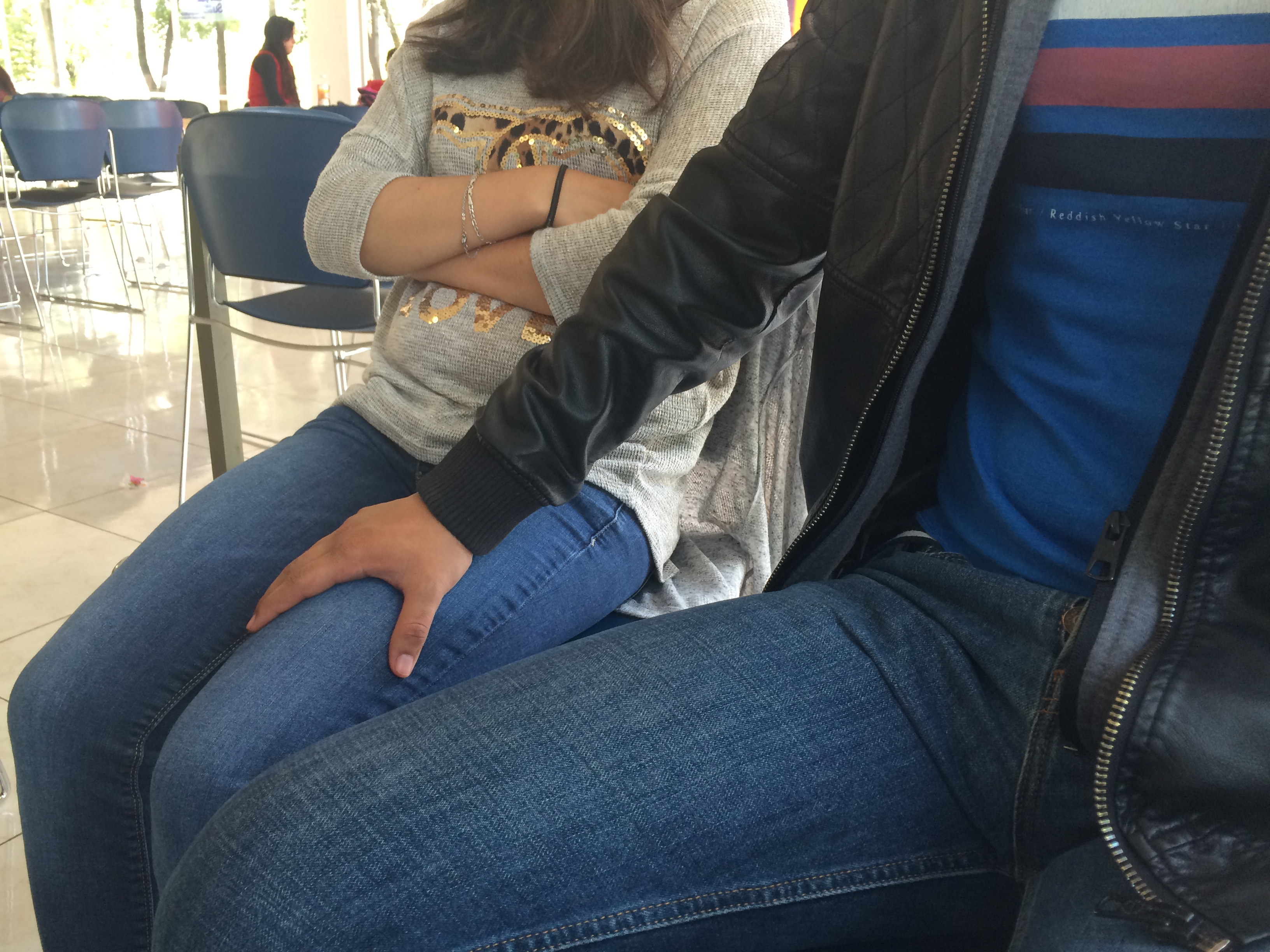
男性が女性の太ももの上に手を置いて不快な性的勧誘をしている様子。

セクシャルハラスメント（英語: sexual harassment、セクシュアルハラスメント、セクハラ、性的嫌がらせ）とは組織内における虐待行為の類型の一つ。性的嫌がらせのことであり、性的言動によって不利益を受けたり、労働環境などが害されたりするハラスメントである。

## 概説
セクシャルハラスメント（セクハラ）は労働問題の中でも数の多いトラブルであり、都道府県労働局に寄せられた男女雇用機会均等法に関する相談では、2012年度から2014年度の3年間を通じてつねに相談件数の4割以上を占めている。また、スクール・セクシュアル・ハラスメントも日常的に発生しており、例えば2016年度（平成28年度）に「わいせつ行為及びセクシュアル・ハラスメント」で懲戒処分を受けた教育職員は226人であった（男性223人・女性3人）。
職場におけるセクシャルハラスメントにおいては、男女雇用機会均等法の規定により、企業は解決のための措置を取らなければならない。その一方で男女雇用機会均等法には加害者に対する刑事上の処罰規定はないため、加害者に対しては、各組織によって懲戒処分がなされ、悪質なケースでは刑事上の対応として刑法（不同意わいせつ等）や迷惑防止条例等で対応することになる。また、被害者側は被害について損害賠償請求ができる（民法709条等）。なお、職場や学校のガイドライン等ではセクハラの定義をやや抽象的な言述に留め、「相手の意思に反して不快や不安な状態に追いこむ性的な言葉や行為」と具体的な言及は避けることがある。この場合、特定の行為がセクハラに当たるか否かの判定基準は人事院規則などが別に定め、より具体的な事例として、異性にとって性的に不快な環境を作り出すような言動（職場に水着写真を貼るなど）をすることや、自分の行為や自分自身に対して相手が「不快である」と考えているにも関わらず、法令や契約の履行以外での接触を要求すること等が定義される。このような性質から、行為者が自己の行為をセクシャルハラスメントに当たるものと意識していないこともあり、その認識の相違によって人間関係の悪化が長期化、深刻化する例も見られる。
対象者の性別については、加害者が男性、被害者が女性となる場合がほとんどである。ただ、用語の本来の意味では身体的な性別は無関係であり、たとえば2007年（平成19年）4月1日施行の改正男女雇用機会均等法では、男性から女性、女性から男性、男性から男性、女性から女性の全ての場合で禁止されている。また、雇用管理上必要な「措置」をとるよう事業主に義務付けられ、従来の「配慮義務」より厳しくなり、是正指導に応じない場合は企業名が公表される。しかし、まだ日が浅いこともあり、十分な対策を講じていない企業もある（具体的事例は後述）。そのためセクハラ被害を訴え出ることが恥ずかしい、相談しにくいと感じ、内在化しやすい。またセクハラ被害を訴えるとセクシュアリティを侮辱されるなど、二次被害や二重の性差別に遭う事もある。
自認する性別と異なる振る舞いや性役割を他者から要求されて精神的な苦痛を覚える性同一性障害者の問題や、同性愛者に対する差別的言動の問題もセクシャルハラスメントを論ずる際の論点の1つとなりつつある（SOGIハラ）。2014年7月からは同性愛やトランスジェンダーなどLGBTに対する差別的言動もセクハラであるとし、雇用主は措置義務を負うこととなった。2022年5月、女性として生活している元男性のトランスジェンダーの会社員は、SOGIハラやセクシャルハラスメントにより精神的な被害を受けたとして、勤め先のピクシブ株式会社と元上司に合わせて約550万円の賠償を請求した。会社員は「なぜ女装しているんだ」などと言われたり、興味本位で体を触ったりわいせつな話をされたりするハラスメントを継続的に受けていたと主張している。

## 歴史
「セクシャルハラスメント」は1970年代初めにアメリカの女性雑誌『Ms』の編集主幹でラディカル・フェミニストのグロリア・スタイネムらが作り出した造語とされる（裁判所による法律との整理は、1845年代から始まっていると主張する学者もいる）。2018年6月8日、国連の国際労働機関（ILO）は年次総会で、職場でのセクハラを含むハラスメントをなくすための条約を制定すべきだとする委員会報告を採択、2019年総会でハラスメント対策として初の国際基準となる条約制定を目指すことになり、2019年に「2019年の暴力及びハラスメント条約（第190号）」が採択された。

### 日本における歴史
日本では、1986年（昭和61年）1月に起きた西船橋駅ホーム転落死事件で、傷害致死罪で起訴された被告女性を支援する女性団体「働くことと性差別を考える三多摩の会」が英語の「sexual harassment」の訳語として「性的いやがらせ」という言葉を使い出した。この時点では、泥酔した男性と絡まれた女性との間で起きた偶発的な事件という性格もあり、セクハラという概念も言葉もそれほど広がらなかった。
1989年（平成元年）8月、福岡県の出版社に勤務していた晴野まゆみが上司を相手取り、セクシャルハラスメントを理由とした民事裁判を起こした。のちに日本初のセクハラ訴訟として福岡セクシュアルハラスメント事件と呼ばれることになるこの裁判は、職場を舞台に上司と部下との間で起きた事案ということで普遍性があり、これまで日本の職場でセクハラと意識されず、何気なく行われてきた女性に対する行為や発言がセクハラに該当するのかといった身近な話題となり、テレビや雑誌で盛んに扱われた。こうして、1989年の新語・流行語大賞の新語部門・金賞を「セクシャル・ハラスメント」が受賞。同年12月の授賞式で表彰されたのは、2年前の1987年9月に裁判を終えていた西船橋駅ホーム転落死事件の弁護士だった。これは1989年の流行語のきっかけとなった福岡県のセクハラ訴訟が係争中で決着していなかったためとされる（民事裁判は1992年〈平成4年〉4月に原告である晴野側の全面勝訴判決によって決着した）。
その後、セクハラ（セクシャルハラスメント）は一過性の流行語で終わらずに、
- 1990年（平成2年）、部下に強制猥褻行為をした上司への慰謝料支払命令、福岡事件[要出典][30][31]
- 1992年（平成4年）、虚偽の異性関係について噂を流布した上司と会社への慰謝料支払い命令（福岡セクシュアルハラスメント事件）。
- 1994年（平成6年）に問題化した就職氷河期の新卒女子へのセクハラ面接[32]。
- 1996年（平成8年）、巨額の慰謝料で話題になった米国三菱自動車セクハラ事件[33]。
- 1997年（平成9年）4月からAIU保険会社日本支社が発売開始したセクハラ保険。

など、1990年代を通じて日本語として浸透、定着していった。1992年（平成4年）に晴野まゆみが日本初のセクハラ裁判（1989年提訴）で全面勝訴したことは、雇用主へのセクシュアルハラスメント防止措置の義務化を盛り込んだ1997年（平成9年）の男女雇用機会均等法の改正、今日のセクハラ防止ガイドラインが生まれる起爆剤にもなった。
国際労働機関（ILO）が80ヵ国の現状を調査した結果、仕事に関する暴力やハラスメントの規制を持つ国は60ヵ国で、日本は規制の無い国とされた。2018年（平成30年）5月18日、日本政府は野党議員の質問主意書に対して「現行法令でセクハラ罪は存在しない」とする答弁書を閣議決定した。

## 類型
厚生労働省の分類では、対価型セクハラと環境型セクハラの2つのタイプに分類される。

### 対価型セクハラ
職場や学校などにおける立場・同調圧力・階級の上下関係と自身の権限を利用して、下位にある者に対し性的な言動や行為を行い（強要し）、相手が拒否などを示したことによって、降格・解雇、減給や更新拒否などの不利益を与えるセクハラのことである。
- 酒席で、酌を強要すること。
- 学校で、教師としての立場を利用して、教師が学生（または学生側の者）に、猥褻行為・性行為・愛人契約を強要すること。
- 就職活動で、利害関係を利用して、求人側の担当者（または求人側の関係者）が求職者（または求職者の関係者）に、性行為や猥褻行為を強要すること。
- 職場で、職務上の立場を利用して、上司（または上司側の関係者）が部下（または部下側の者）に、猥褻行為・性行為・愛人契約を強要すること[39][40]。
- 商取引で、利害関係を利用して、買い手側の関係者が売り手側の関係者に、猥褻行為・性行為・愛人契約を強要すること。

### 環境型セクハラ
職場で働いたり、学校で学んだりする環境を害するような性的嫌がらせのことである。
- 上司が部下に仕事の域を超えて個人的に親密な関係になることを誘うこと[11]。
- ソープランドなどの性風俗店にむりやり誘うこと[41]。
- 裸踊りを強要すること[42]。
- 恋愛、結婚、出産のことを尋ねること[注 1]
- 「（性別）のくせに・・・」「（性別）なら・・・」と発言すること[43]。

### 妄想型セクハラ
厚労省の2つの分類に加え、チャットやSNS、電子メールなどでの連絡が原因で起きる「妄想型セクハラ」も増加している。妄想型セクハラは、チャットやSNSなどで連絡を取っているうちに関係性が深まったと加害者が一方的に思い込み、セクハラにいたることである。妄想型セクハラの場合は、セクハラ加害者にはセクハラの自覚が全くなく、セクハラ被害者の拒否や周囲の仲裁が全く聞こえていないことがある。「思い込み型セクハラ」や「疑似恋愛型セクハラ」、「腹いせセクハラ」とも呼ばれており、両者の区別は難しいという。
- 休日にも関わらず業務連絡と見せかけて「休日は何をしているんだ」などプライベートに踏み込んで詮索する
- セクハラ発言を拒絶しているのに「自分のことが好きに違いない」と勘違いして、セクハラを継続して行う

## 日本での実態

### 職場
労働局に寄せられたセクハラ相談件数は、2014年度（平成26年度）で11,289件であった。このうち相談者の内訳は、女性労働者からが59.6%、男性労働者からが5.5%、事業主からが16.4%、その他からが18.6%である。セクハラ相談件数は、男女雇用機会均等法に関する相談のうち45.4%にあたる。
しかし、一般に性犯罪の被害申告率は低く、盗難や強盗の申告率がおおむね6割以上であるのに対し、性犯罪の被害申告率は1割強にすぎない。そのため性犯罪と地続きになっているセクシャルハラスメントの暗数も相当数存在すると考えられ、実際に労働政策研究・研修機構の実態調査によると正社員のセクハラ経験率は34.7％に達するとの結果も出ている。
2019年（令和元年）12月2日、厚生労働省の審議会が2019年11月にまとめたハラスメント防止指針では就活生へのセクハラ・パワハラ防止に実効性を欠くとして、慶應義塾大学・上智大学・早稲田大学・国際基督教大学・創価大学・東京大学の学生らでつくる有志団体「セーフ・キャンパス・ユース・ネットワーク（SAY (Safe Campus Youth Network)）」が都内で記者会見を開き、指針案の修正と就活セクハラの根絶を訴えるとともに大学を管轄する文部科学省に対して声明文を提出した。厚労省の防止指針では就活生の保護は義務付けておらず、社員に対するのと同様に就職活動をする学生たちへのセクハラ、パワハラも禁止し、相談窓口の設置も義務付けるよう求めている。大学に対しても就活生へのハラスメントの実態調査と相談窓口の設置を求めた。
2019年（令和元年）12月11日、セクハラやパワハラの対策を進める厚生労働省は、被害を相談した労働者に不利益な取り扱いをした企業が女性活躍・ハラスメント規制法で社名を公表された場合、ハローワークや職業紹介事業者は一定期間その企業の求人を受理しないことを認めると決めた。不利益な取り扱いを禁じる女性活躍・ハラスメント規制法の施行に合わせ政令を改正。2020年6月から実施する。

### 学校
2016年度（平成28年度）にわいせつ行為及びセクハラで懲戒処分を受けた教育職員は226人で過去最大であった。加害者の内訳は、男性が223人、女性が3人であり、被害者の内訳は、自校の児童・生徒（元生徒を含む）が52.6%、自校の教職員が16.8%等である。ただし、特に生徒が被害に遭うケースでは、加害者である教師に口止めされたり、親を心配させまいとしたりと子どもが声を上げづらい構造があり、明るみに出るのは氷山の一角とされる。

### 男性へのセクハラ・逆セクハラ
セクシュアルハラスメントは主に「加害者が男性、被害者が女性」という構図であり、たとえば2015年（平成27年）の労働局への相談件数では、女性労働者からの相談が男性労働者からの相談の10倍以上に達している。しかし、法的には「女性から男性」や「同性間（男性→男性や女性→女性）」でもセクハラは成立する。その中でも、「女性から男性に行われるセクハラ」に関しては、現実問題として男性側の立場が弱いことから『逆セクハラ』といった俗称で呼ばれている。セクハラ相談窓口が被害者が女性であることを前提として作られているケースもあり、男性が被害者の場合、女性が被害者の場合以上に、被害を訴えることが難しい点が指摘されている
。一例として、2人の男の加害者による強制性交・わいせつ事件では、2017年から2019年にかけて20代を中心とした100人以上の男性が被害者となったが、実際に被害届を出したのは、わずか9人であった。加害者の男らは、SNSで知り合った男性たちに睡眠薬を飲ませ、わいせつな行為に及んでいた。

### その他
就職活動における面接やOB訪問、インターンシップ等における「就活セクハラ」も深刻である。Business Insider Japanが実施したアンケート調査によると、「約5割の学生が就職活動中にセクハラ被害にあっており、そのうち約7割が誰にも相談できずにいる」という。社内や取引先に対するセクハラ対策が進んでいく中、「就活生がブルーオーシャンだ（手を出しても被害を訴えにくいから）」と発言した者もおり、複数の逮捕者も出ている。
また、海外での日本人出張者・駐在員による現地でセクハラの増加や、女性議員に対する相談や支援を装った「票ハラ」などが問題として指摘されている。

## 法的類型
法律的には、2つの段階に区分される。
一次被害
強要（例。部下・同僚の異性の「意思に反して」性的関係を求める）。意に反するとは、「要求を受け入れないと昇進させない」などと対価を示した場合は相手が拒まなくてもセクハラになりえ、そうでない場合は相手が拒んだ後にしつこく強要した場合がセクハラになるという指針を人事院が作成している。これらの行為は、不同意わいせつや不同意性交などの刑事案件となる。
二次被害
1. 中傷（例。上記を断られた報復に、社内外に事実無根のことを流され、噂を理由に仕事を外されたり、解雇される）
2. 周囲の同調（例。中傷を信じた周囲の異性達が続々と性交を要求したり、断られた報復に集団で被害者潰しにかかったりする）
3. 被害者のPTSD（例。中傷を耳にした人達から白眼視され、いじめられ、心に深い傷を負う）
4. 被害者の精神障害（例。美しくあることで傷つくと無意識のうちに記憶、美しく装うこと・異性を極度に恐れる。
5. 被害者の生活の破綻（例。職場でひどい目にあった記憶が強すぎて社会復帰できず、生活が困難になる）
6. 被害者の人間不信による人間関係の破綻（例。信頼した人々から傷つけられた結果、引きこもり化）

項目のうち、1と2は労働事件（刑事事件）、3から6は民事事件（損害賠償請求訴訟）に相当する。

## 立件の難しさ
セクシャルハラスメントの被害者が裁判を起こすハードルは高いとされる。その根底には、職場での力関係の差や、調査する側が加害者に近い立場・精神構造である可能性があること、個別事例に対して行政指導ができないことなどがある。また、加害者がセクハラを認めず、謝罪を行わないこともある。こうした背景もあり、被害者がセクハラ行為を立証しようとする中で孤立を深め、加害者からは「やっていない」と言われ、周囲からは「嘘をついているのでは」と疑われてしまうケースも多い。
そうした構造的、心理的な要因からセクハラの暗数は多く、たとえば2019年（令和元年）の日本マスコミ文化情報労組会議（MIC）による調査では、セクハラ被害を相談・通報をした人は3割程度であった。また、相談・通報した先で「不適切な対応」を受ける場合も多く、4割のケースでは「事情を話したが、調査もされず放置された」という。
セクハラは被害者の主観が重要だと人事院が述べてはいるが、判例では客観性が重要だとされ、一般通常人の判断が基準とされている。厚生労働省の事業所に対する指針措置では、被害者加害者の主張が異なった場合には、第三者への聞き取り調査などさらなる事実確認が必要である。

## 被害者支援
菊池安希子 (2010年) はセクシャルハラスメントを受けた被害者を支援する方法について、「被害者の不快を加害者に伝えることで速やかな行動改善につながる場合も少なくない。具体的には被害内容と意思表示した手紙を内容証明郵便で送るなどの方法がある。（支援者が被害者と）協働して文案を作成すると良いだろう」と述べた。また、証拠資料の整理、リーガル・アドバイス（法律・法令にもとづく助言）、職場の環境調整などの準備とともに、被害者への心理的支援も重要である。さらに菊池は、セクシャルハラスメント事案における関係調整の重要性に言及し、「セクハラ被害の回復援助では、多種の関係調整を行う。（1）関係機関や専門職（弁護士、医師）などのリソースと本人をつなぐ。（2）加害者との関係調整（例：職場復帰の際の約束事を公正証書化するまでの条件調整の支援を被害者の側にたって行う）。（3）職場復帰の関係調整（早めから管理職などに二次被害や被害者の反応についての教育も含めた関係調整を折々に行う）」と述べている。
なお、セクハラ被害が心的外傷となり、心的外傷後ストレス障害 (PTSD) といった症状を発症するケースもあり、その際の医療的・心理的ケアも重要である（詳細は「心的外傷後ストレス障害 (PTSD)#治療」を参照）。
2019年（令和元年）10月28日、厚生労働省は、労働政策審議会（厚生労働大臣の諮問機関）の分科会で、被害を相談した労働者に対する不利益取り扱いの禁止について、企業規模にかかわらず2020年（令和2年）6月1日から義務化する案を示した。それを受けて改正労働施策総合推進法（いわゆるパワハラ防止法）が成立し、2020年6月1日から施行された。

## 主な事例

### アメリカ
アメリカでは1986年にヴィンソン対メリター・セービング銀行の裁判で初めて、合衆国最高裁判所がセクシャルハラスメント行為がアメリカの公民権法第7編（性を理由とする雇用差別の禁止）に違反する性差別である、と認定した。

### MEGU
グッドウィル・グループがニューヨーク市で経営するレストラン「MEGU」における事例。2006年9月、同店のアジア系女性従業員が、勤務中にセクハラを受けたとして2000万ドルの損害賠償請求訴訟を起こした。AP通信によると、女性は長期に渡って同店の日本人料理長から調理道具や手で乳房や女性器を触られたり、性的な言葉をかけられたという。また、同店でのパーティーの際、別の調理師（事後に解雇）により店外に連れ出されレイプされたという（『USFL』2006年9月22日 ）。

### PKO隊員
2015年6月、国連のPKO隊員が支援物資と引き換えにハイチやリベア、南スーダンなどの現地女性に性交渉を要求していたことが報じられた。訴えは6年間で480件に上り、ハイチ地震 (2010年) の起きたハイチでは220人以上が薬やベビー用品などと引き換えにPKO隊員との性交渉に応じていた。

### アデランス
2008年3月に、アデランスの大阪市内の店長を務めていた男性が、兵庫県内の店舗の従業員指導に携わった際、当時従業員であった女性に対し、「ノルマを達成できなければ、自分の彼女になるか、研修もしくは転勤だ」などと言って、無理矢理キスをしようとしたり、体を触るなどのセクハラ行為をしていたことが、2015年1月20日、新聞各社により報じられた。女性は警察への被害届提出を同社幹部から止められたと主張。PTSDと診断され休職したのち、2011年9月に退職を余儀なくされた。女性は同社を相手取り、約2,700万円の支払いを求め大阪地裁に提訴していたが、2014年11月28日付で、解決金1,300万円を支払う（うち半分は男性が負担）ことで和解が成立。和解条項には、男性の勤務地や出張先が、女性の居住地域にならないよう同社が努めることも盛り込まれた。

### 北米トヨタ自動車
2006年、北米トヨタ自動車の元社長秘書（日本人女性）が、同社社長（日本人男性）によるセクハラと同社の対応の不備に対して両者などに1億9000万ドルの損害賠償請求訴訟を起こした事例。その後トヨタ側から巨額の和解金（一説には50億円）が支払われた。

### 米国三菱自動車
1996年、MMMA（米国三菱自動車製造）は米国政府機関の雇用機会均等委員会 (EEOC) に公民権法違反で提訴され、「日本企業では、女子社員はゲイシャであることを求められている」との日本文化論、大規模なジャパンバッシング、消費者からの不買運動を経て、最終的には約48億円の支払いで和解。

### 大阪大学
大阪大学は2007年11月20日、医学系研究科の男性教授（47歳）が教え子の女子学生にセクハラ行為をしたとして諭旨解雇処分にしたと発表した。

### 京都造形芸術大学
2018年に京都市の瓜生山学園が運営する京都造形芸術大学（現・京都芸術大学）が東京都内で行った「ヌード」をテーマとした公開講座に参加した大学OGの美術モデルの女性が講座内容に疑問を呈して講座を主宰した大学に講座内容の改善と対策を求めた。大学側は訴えの内容及び環境型セクハラへの対処不十分を認め、女性との示談にあたったが、和解条項に「学生としても仕事としても今後、大学にかかわらないこと」という女性の排除を盛り込んでおり決裂。女性は講師の芸術家によるセクハラ言動および提示された作品が性的で精神的苦痛を受けたとして、東京地裁に提訴。2020年12月4日、東京地裁は学校法人に対し約34万円の支払いを命じた。

### 京都教育大学
2009年2月にコンパで酔った女子学生に対して集団準強姦を行ったとして同年6月2日に京都教育大学の男子学生6名が逮捕された事件（のちに不起訴）について、男子学生の逮捕直後からmixiなどのインターネットで被害者とされた女子学生に対するセクシャルハラスメントが京都教育大学の学生や他大学の学生（例えば立命館大学）により行われた。書き込みを行った学生は各大学の処分を受けた。しかし同種の行為が継続したため「キャンパス・セクシュアル・ハラスメント・全国ネットワーク」が京都教育大学への申し入れ および文部科学省への申し入れを行っている。

### 近畿大学
近畿大学ボクシング部の29歳の男性監督が、特定の女子部員に対し、性的行為を求めるなどのセクハラ行為をしていたことが2017年7月に明らかとなり、当該の監督は自宅待機を命じられた。

### 千葉大学
千葉大学は2008年3月17日、女子大学院生にセクハラ行為をしたなどとして、同大大学院融合科学研究科の40代の准教授を同日付で停職12カ月の懲戒処分にしたと発表した。辞職願が提出され31日付で退職。准教授は大学院入試でこの女子院生に不適切な出題も行っていた。同大によると、准教授は昨年6月12日と19日、自宅で女子院生に対し「自分の半年間の恋人になれ」と性的行為を求める発言をした。また、「自分の援助なしでは卒業できない可能性がある」などと力を誇示し、脅迫めいた発言もしていた。

### 東京大学
関西地区の私立大学に所属する30歳代の女性研究者は、2009年に東京大学大学院医学系研究科の48歳の男性医師と知り合い、共同研究を行うようになったが、この医師は社会的地位を背景に、女性研究者に暴力を伴ったセクハラやパワハラを行うようになり、これが元で女性研究者は心的外傷後ストレス障害 (PTSD) に陥った。女性研究者はこの講師を相手取り神戸地方裁判所に提訴。男性医師は「セクハラではない」と主張したが、2015年7月30日に同地裁は女性研究者の訴えを認め、当該の男性医師に計1,126万円の支払いを命じる判決を言い渡した。

### 日本青年会議所
1998年7月25日、社団法人日本青年会議所が神奈川県横浜市で開催したイベント会場で、客席100人ほどのステージにビキニ姿のコンパニオン2人が登場し、水着ショーの後、体にバスタオルを巻きつけてビキニを脱ぎオークションにかけていたとして市民団体などに苦情があった。神奈川人権センターはセクハラ問題として日本JCに対し事実調査と公表を求める申し入れ書を提出し、抗議した。後援した横浜市も事実関係の調査に乗り出し、日本JC側は事実を確認し、謝罪した。

### 協同組合つばさ
2015年6月には、外国人研修制度で日本の茨城県行方市の農家で働いていた中国人女性が、セクシャルハラスメントを受けた上、残業代も一部のみにとどまっているなどとして、水戸地方裁判所に当該の農家およびその農家が加盟する受け入れ団体『協同組合つばさ』に対する訴訟を提起。また、この女性を助けようとして受け入れ団体を解雇されたとして、団体の元職員も訴えを起こしている。

### ミスアジア・パシフィックワールド
韓国が主催している世界各国の女性を集めたミスコンテストである「2011 ミスアジア・パシフィックワールド」において、韓国人大会関係者が参加している女性達に対して「優勝するために、どうすればいいか分かるだろう」など発言したり、上着を脱がそうとしたり、体に触ってきたりなどのセクハラ行為をおこない、参加女性らが途中で帰国する事件が発生したことが中央日報やBBC等により報道された。イギリスやガイアナの代表女性はYouTubeやTwitterにおいて大会主催者への怒りの告白動画をアップロードし、大会参加への注意を呼びかけた。これに対し、韓国の大会関係者はセクハラの訴えを否定し、「韓国式挨拶を誤解された」と釈明した。
2014年には、「ミスアジア・パシフィックワールド」で優勝したミャンマーの女性が優勝後に「アルバム発売の資金集めのために財界の大物を接待するように求められた」「頭からつま先まで整形手術を受けるよう圧力をかけられた」と告白した。また、コンテストの主催者からは実際には16歳の年齢を「18歳」と偽るよう求められたことも明かし「（これについては）抗議しなかったことを後悔している」と語った。

### 剛力彩芽
2018年7月16日、剛力彩芽が2018 FIFAワールドカップ・決勝の会場「ルジニキ・スタジアム」で、サッカー日本代表のユニフォーム姿でタオルを広げた楽しそうな写真をInstagramに投稿した。前澤友作との交際が推測できるものであったが、業界の大物男性タレントとされる小倉智昭、岡村隆史、明石家さんまからのバッシングにさらされ、特に岡村は「ファンのことをまず第一に考えた方がいいような気がするんですよね」と釘を刺した。
この批判に関して、金に目がくらんで本当の幸せに気付かない愚かな女といった侮辱を意味するセクハラではないかとの声があがった。芸能界からは剛力への擁護の声もあがり、特に村本大輔は「売れっ子芸人の剛力彩芽ちゃんへの皮肉。だせぇな」と斬り捨てた。

### チャン・ジャヨン
2009年、韓国人女優のチャン・ジャヨンが自殺。その後、「31人に100回以上性的接待を強要された」と書かれた手紙が発見された。当初警察は筆跡鑑定から本人のものと断定していたが、後に国立科学捜査研究員の鑑定によると別人のものとされた。チャンに性的強要をしたとされる捜査対象者20名がいたが、性的強要のような行為は特別な問題意識なしに慣行的な行為（いつもよくあることで誰の事やらいつのことやら解らない行為）で当事者らの記憶が薄れており証拠がないとして全員不起訴となった。2018年、＃MeToo運動が盛り上がる中、チャン・ジャヨン自殺事件の再捜査・真相解明を求める国民の声が高まり、2018年6月26日、元朝鮮日報記者のチョ某容疑者が強制わいせつ罪で在宅起訴された。

### チェ・ウンジョン
2010年、当時未成年であったモデルのチェ・ウンジョンに対し、所属事務所の代表が胸を触り、ホテルへ誘うなどのセクハラ行為をしたとして起訴され有罪判決を受けている。

### 警察庁
警察庁に勤務する40歳代の女性警視が、同じ部署の男性警視から「ちゃん」付けで呼ばれたり、卑猥な言動を繰り返されたりするなどのセクハラ行為を受け、精神的苦痛を受けたとして同庁に相談。同庁は2015年2月に、男性警視によるセクハラ行為があったと認定し、2017年3月に女性警視について公務災害と認めた。女性警視は認定後に、男性警視に対し2018年4月に損害賠償を求め東京地方裁判所に提訴し係争中である。

### 日本放送協会
日本放送協会 (NHK) において、2016年及び2017年の紅白歌合戦の責任者を務めていたNHK制作局エンターテインメント番組部元部長の50歳代の男性職員が、女性職員にセクシャルハラスメントをしたとして。8月に停職3ヵ月の処分を受けていたことが判明。

### 大阪府内の市
大阪府内の市（市名は未公表）に勤務していた女性職員が、退職後に男性上司からセクハラ被害を受けていたことが判明。市ではこの女性職員を無試験で新規採用すると共に、該当の男性上司を懲戒処分にするとしている。

### 外務省
外務省駐イラン大使を勤めていた駒野欽一が、大使在任中の2012年10月に、部下の女性職員に対しキスをするなどのセクハラ行為をしたとして、同省から厳重注意処分を受けていたことが、2019年4月に一部新聞報道で判明。被害を受けた女性職員は、急性ストレス反応であると診察され、一時休職するなどしており、警視庁に同年4月に強制わいせつ容疑で駒野を告訴している。

### 自衛隊
2022年6月に元自衛隊員の五ノ井里奈がセクハラ被害を告白し、防衛省が特別防衛監察を実施することになった。この他にもセクハラ事件は多発しており、主要な事例として2006年や2008年、2013年のものがある。

### 広河隆一
DAYS JAPANの経営者であり著名なフォトジャーナリストであった広河隆一は、DAYS JAPANを経営していたほぼ全期間に渡って、同社社員・アルバイト・ボランティア等の関係者に対してその地位を利用して、性交の強要、性的身体的接触、裸の写真の撮影、ホテルへ誘うなどのセクハラ行為を行っていた。